# Дюсьметьєвська сільська рада
Дюсьме́тьєвська сільська рада (рос. Дюсьметьевский сельский совет) — сільське поселення у складі Пономарьовського району Оренбурзької області Росії.
Адміністративний центр — село Дюсьметьєво.

## Історія
2013 року була ліквідована Алексієвська сільська рада (село Алексієвка), територія увійшла до складу Дюсьметьєвської сільради.

## Населення
Населення — 650 осіб (2019; 878 в 2010, 1136 у 2002).

## Склад
До складу сільської ради входять:
| Населений пункт   | Населення, осіб (2002) | Населення, осіб (2010) |
| ----------------- | ---------------------- | ---------------------- |
| Алексієвка, село  | 409                    | 276                    |
| Дюсьметьєво, село | 727                    | 602                    |